# Ombrage plat
 (juillet 2023).
Si vous disposez d'ouvrages ou d'articles de référence ou si vous connaissez des sites web de qualité traitant du thème abordé ici, merci de compléter l'article en donnant les références utiles à sa vérifiabilité et en les liant à la section « Notes et références ».

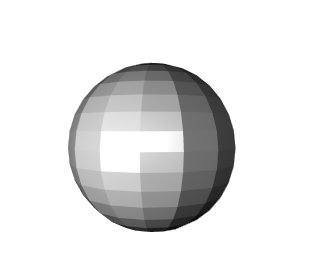
Sphère maillée en ombrage plat.

L´ombrage plat (en anglais : flat shading), ou ombrage de Lambert, est une technique de simulation d'éclairage dans un rendu 3D.
Il consiste simplement à affecter à chacune des faces de l'objet un éclairement proportionnel à l'angle entre la normale à la face, estimée plane, et la direction de la source lumineuse qui éclaire la scène. Cette valeur est constante sur toute la face, d'où la discontinuité d'ombrage aux bords de chaque face.